# Сарбактуй
Сарбактуй — населенный пункт в Балейском районе Забайкальского края России в составе сельского поселения «Матусовское».

## География
Населенный пункт находится в юго-западной части района на расстоянии примерно 19 километров по прямой на юго-запад от города Балей. 
Климат
Климат характеризуется как резко континентальный с продолжительной холодной малоснежной зимой. Абсолютный минимум температуры воздуха самого холодного месяца (января) составляет −45,5 °C; абсолютный максимум самого тёплого месяца (июля) — 39,2 °C. Среднегодовое количество атмосферных осадков составляет 308,3 мм.
Часовой пояс
село Сарбактуй находится в часовой зоне МСК+6. Смещение применяемого времени относительно UTC составляет +9:00.

## История
Село основано в XVIII веке крестьянами, переселенными в зачет рекрутского набора, приписанными к Нерчинскому сереброплавильному заводу, часть которых в 1851 причислены в пешую часть Забайкальского казачьего войска.

## Население
Постоянное население составляло 291 человек в 2002 году (русские 100%), 232 человека в 2010 году.  

## Инфраструктура
В селе есть начальная школа, дом культуры, библиотека и фельдшерско-акушерский пункт.